# 皮定钧
皮定钧（1914年8月30日—1976年7月7日），安徽省金寨县人，中国人民解放军中将，曾任兰州军区、福州军区司令员。

## 生平
皮1928年加入中国社会主义青年团，次年加入中国工农红军，1931年加入中国共产党。皮始任红四军第十二师三十五团排长，后逐渐晋升为营长。1935年随军参加长征。1937年抗日战争爆发后，任八路军129师随营学校第一营营长，后升任师特务团团长。1940年后长期在太行山山区指挥战斗。1944年豫湘桂战役后，皮率部南下河南，任豫西独立支队司令员。
抗战胜利后任中原军区第一纵队第一旅旅长。1946年6月底，皮旅掩护中原解放区主力突围，史称“中原突围”，这标志着国共内战的再起。24天内参加23次战役，行程1000多公里。在与国民党20余万军队的围追堵截后，7000人的“皮旅”突围后仍保留5000人，为中原突围中最完整的建制。1947年1月任华东野战军第六纵队副司令员，指挥豫北战役。1949年9月，任第三野战军二十四军军长，率领部队参加渡江战役，并占领当时国民政府首都南京。
中华人民共和国建国后，皮率部参加朝鲜战争，后任兰州军区、福州军区司令员等职。1955年中国人民解放军首次授衔时，皮原被拟定为少将，后由于毛泽东亲笔指示：“皮有功，少晋中”，晋升为中将。為當時解放軍最年輕的中將。
1976年7月7日，時任福州軍區司令的皮定均從福建漳州乘坐Mi-8直升機去東山島視察三軍聯合演習途中，因當天天候不佳，規劃專機航線的空8軍副軍長李振川臨時變更只有400公尺高度之飛行航線，避免直升機飛行時遭氣候干擾；直昇機因超低空飛行，能見度極差（1公里）的情況下於同日11點15分撞上海拔580米高的福建漳浦縣灶山。新華社幾日後發布消息，指皮定均於7月7日11時15分不幸殉職，終年62歲，未提死因。同机遇难的还有其子皮国宏、秘書蕭有明、護士李克榮等包含機組人員在內計13人。

## 家庭
皮定钧妻子张烽（1923-2009），皮定钧的长子皮效农 （ 媳：花晓宁），皮国湧（海军少将，東海艦隊原副參謀長 媳冷露江），皮国宏（与皮定钧一同遇难）。
长女：皮卫平 （婿：康荣平）， 二女：皮卫华 （婿：黄  沙） 孙子：皮亮亮  （ 孙媳：朱荔玲）， 皮  率，外孙：黄  巍，外孙女：康  芸，以及   曾孙女：皮欣媛。